# Високият мъж
„Високият мъж“ (на английски: The Adventure of the Tall Man) е „неканонически“ „разказ“ на писателя Артър Конан Дойл за известния детектив Шерлок Холмс. Публикуван е през 1943 година.
Това литературно произведение е план на незавършен разказ. При издирване на документи за писателя през 1940 г. на него попада Хескет Пиърсън, биограф на Конан Дойл. Други изследователи отричат авторството на Конан Дойл. Ръкописният текст няма име, но е даден в книгата „Последните приключения на Шерлок Холмс“. Различни писатели са се опитвали го довършат постигайки различен успех.

## Сюжет
Внимание:  Текстът по-долу разкрива сюжета на произведението (или части от него)!
Към Холмс за помощ се обръща девойка от селото. Нейният годеник е обвинен в убийството на бащата на девойката. Инспектор от полицията провежда разследване и открива важни улики, които свидетелстват за вина на младежта. В неговата къща е открит револвера, с който е убит стареца, а също така и стълбата, по която има пръст от почвана под прозореца на спалнята, където е станало убийството. Девойката категорично отрича вината на годеника си. Тя предполага, че това е нагласено от определен човек, с когото някога са били в любовни отношения, но по-късно са скъсали. Този човек е много зъл и ревнив, и той е могъл да извърши това престъпление.
Шерлок Холмс, придружен от Уотсън, отива на местопрестъплението и внимателно оглежда всичко. Скоро открива в яма изоставени два броя кокили, чрез които убиецът е проникнал в спалнята на стареца. По такъв начин уликата, свързана със стълбата, се оказва грешна, но това не убеждава полицията в невинността на младежа.
Холмс разрешава мистерията по напълно неочакван начин. Той довежда от Лондон актьор, който е гримиран като убития старец. През нощта след погребението Холмс разиграва театър. До къщата на заподозряния, „живият мъртвец“ се качва на кокилите и тръгва към отворения прозорец на спалнята, като започва да вика името на престъпника със страшен „задгробен“ глас. Престъпникът вижда как в светлината на луната жертвата му се приближава към него. Той отскача назад с див вик, а в това време „призрака“ се показва на прозореца и казва с „неземен“ глас – „Както ти дойде за мен, така и аз идвам за теб!”.
Когато в спалнята на престъпника влизат инспекторът, Холмс и Уотсън, мъжът се втурва към тях и ги моли да го защитят от привидението. При това постоянно повтаря – „Спасете ме! Той дойде при мен, както аз отидох при него!”. По-късно той признава, че е убил стареца, и че специално всичко е направил така, че за престъплението да бъде обвинен младия жених на девойката.